# Studienbibliothek zur Geschichte der Arbeiterbewegung
Die Studienbibliothek zur Geschichte der Arbeiterbewegung entstand aus der umfangreichen Privatbibliothek und Materialiensammlung des Buchhändlers Theo Pinkus.

## Geschichte
1971 wurde zum Zweck der Errichtung, Betriebs und Ausbaus einer Studienbibliothek zur Geschichte der Arbeiterbewegung eine Stiftung gegründet. Der Bestand der privaten Bibliothek Theo Pinkus ging in die Stiftung ein und bildete die Grundlage der Studienbibliothek. 
Die Studienbibliothek war im stiftungseigenen Gebäude an der Wildbachstrasse 48 in Zürich untergebracht. Die Aufstellung der Bücher und Zeitschriften erfolgte durch verschiedene Themenzimmer: Lese- und Arbeitszimmer, Geschichte- und Theoriezimmer,  Länderzimmer und Arbeiterkulturzimmer. Der Bestand war durch einen  alphabetischen Zettelkatalog und einen Katalog für Sachgebiete erschlossen. 
Die Sammlung der Studienbibliothek wurde laufend ergänzt und erweitert und weist rund 50'000 Monographien und eine umfangreiche Kleinschriftensammlung aus. Der Bestand umfasst hauptsächlich Literatur zu den Themen Frühsozialismus, Arbeiterbewegung, antifaschistischer Widerstand, Neue Soziale Bewegungen und Exilliteratur.
Seit 2001 befindet sich der Bestand der Studienbibliothek in der Zentralbibliothek Zürich und wird unter der Signatur SGA geführt. Der Zeitschriftenbestand ist am Standort der Stiftung verblieben und kann dort eingesehen werden.